# براندون ساندرسون
براندون وين ساندرسون (بالإنجليزية: Brandon Winn Sanderson؛ مواليد 19 ديسمبر عام 1975) هو كاتب فانتازيا وخيال علمي أمريكي، اشتهر بتخيّله لعالم أو مجموعة أو كون يدعى كوزمير، دارت أحداث أغلب رواياته الخيالية فيه (أبرزها سلسلة «وليدو الضباب» و«أرشيف ضوء العاصفة»). واشتهر أيضًا بختمه لسلسة مؤلفات فانتازيا عليا تسمى «عجلة الزمن» لكاتبها روبرت جوردان. وضع براندون «قوانين ساندرسون في السحر» وعمّم مصطلحي نظام السحر القاسي واللين. في عام 2008، بدأ ساندرسون بمدونة صوتية مع الكاتب دان ويلز ورسام الكارتون هاورد تايلر وسمّيت "أعذار الكتابة"، تناولت قضايا خلق نوع كتابة جديد وويب كومكس.
في عام 2016، رخّصت شركة دي إم جي الترفيهية -وهي شركة إعلام أمريكية- حقوق الفيلم لكامل مجموعة كوزمير التي ألفها ساندرسون.

## التعليم
ساندرسون هو أستاذ مساعد في جامعة بريغام يونغ، يدرّس مرة في السنة دورة قي الكتابة الإبداعية. يشارك ساندرسون أيضًا في المدونة الصوتية الأسبوعية «أعذار الكتابة» مع الكُتّاب دان زويلز وماري روبينيت كوال ورسام كارتون على الويب هاورد تايلر.

## كوزمير
كوزمير (بالإنجليزية: Cosmere)‏ هو اسم السلسة والكون الذي تدور فيه أحداث كل من الروايات «إلنتريس» و«وليدو الضباب» و«المحارب» و«أرشيف ضوء العاصفة» و«الرمل الأبيض»، بالإضافة إلى قصص مجموعة في كتاب «أسرار مطلقة: مجموعة كوزمير». أتت هذه الفكرة من رغبة ساندرسون بتأليف سلسلة ملحمية طويلة دون لجوء القارئين إلى شراء عدد كبير من الكتب. وبسبب ذلك، يُخبّئ ساندرسون ارتباطات في كل كتاب من المجموعة بالأعمال الأخرى، أدت هذه الصلات إلى تأليف هذه «الملحمة المختبئة». قدرّ ساندرسون أن سلسلة كوزمير قد تضم ما لا يقل عن 40 كتاب.
تدور قصة مجموعة كوزمير حول كائن غامض يدعى أدونالسيوم، ظهر في عالم يطلق عليه يولين. قتلت مجموعة من 16 متآمر الكائن أدونالسيوم، فتحطمت قوته إلى 16 كسرة، كل واحدة منها تحمل قوة هائلة. أخذ 16 الرجال هذه الكسرات أو القطع وسافروا إلى عوالم جديدة وأسكنوها أنظمة مختلفة من السحر. في إحدى الحالات، وُظّفت الكسرتان «التدمير» و«الحفاظ» معًا لتكوين كوكب مع سكانه (السكادراليون، كما ذكر في رواية «ميستبورن»).

## فهرس
أنشأ ساندرسون سلسلة طويلة تضم مجموعة متنوعة من الشخصيات والقصص. يكتب ساندرسون في الغالب عن الخيال الملحمي، لكن العديد من مؤلفاته تحوي عناصر الخيال العلمي فيها. كتب ساندرسون العديد من الأعمال القصيرة التي تتناول الخيال العلمي، وكتب المجلدات الثلاثة الأخيرة من سلسلة «عجلة الزمن» لروبرت جوردان.

## الجوائز
- جائزة هوغو لأفضل رواية قصيرة

## وصلات خارجية
- براندون ساندرسون على موقع IMDb (الإنجليزية)
- براندون ساندرسون على موقع ميوزك برينز (الإنجليزية)
- براندون ساندرسون على موقع قاعدة بيانات الفيلم (الإنجليزية)